# 谷村パーキングエリア
谷村パーキングエリア（やむらパーキングエリア）は、山梨県都留市の中央自動車道富士吉田線上にあるパーキングエリアである。

## 道路
- E68 中央自動車道（富士吉田線）

## 施設

### 上り線（東京・長野方面）
- 駐車場
  - 大型 - 12台
  - 小型 - 39台
  - 兼用 - 7台
- トイレ
  - 男性 - 大2（和式1・洋式1）・小5
  - 女性 - 5（和式1・洋式4）
  - 車椅子用 - 1
- スナック（7:30 - 20:00）
- ショッピング（7:30 - 20:00）
- 自動販売機
- 給電スタンド（24時間）

### 下り線（河口湖方面）
- 駐車場
  - 大型 - 16台
  - 小型 - 38台
  - 兼用 - 7台
- トイレ
  - 男性 - 大2（和式1・洋式1）・小5
  - 女性 - 5（和式1・洋式4）
  - 車椅子用 - 1
- スナック（7:30 - 20:00）
- ショッピング（7:30 - 20:00）自動販売機
- 給電スタンド（24時間）

## 沿革
1969年（昭和44年）の相模湖IC - 河口湖ICの開通に伴い、供用を開始した。当時、この区間は現在の下り車線を使用した対面通行だったため、上り線PAは現在位置より0.7 kmほど大月寄りに、上り車線用の狭小な敷地を利用して仮設された。このためトイレ施設もなく、駐車スペースのみの暫定的な施設だった。なお、反対車線側の下り線PAは供用当初から現在位置に存在する。
- 1969年（昭和44年）3月17日：相模湖IC - 河口湖IC開通に伴い、供用開始。上り線PAは暫定位置での供用。
- 1970年（昭和45年）8月5日：下り線売店・トイレ供用開始。
- 1984年（昭和59年）11月30日：都留IC - 河口湖ICの4車線化供用に伴い、上り線PAが現在位置へ移動。上り線売店・トイレ供用開始。

## 隣
E68 中央自動車道富士吉田線
(1) 都留IC - 谷村PA - (1-1) 富士吉田西桂スマートIC - (2) 河口湖IC